# Enfield (Connecticut)
Pour les articles homonymes, voir Enfield.
Enfield est une ville située dans le comté de Hartford, dans l'État du Connecticut aux États-Unis. Lors du recensement de 2010, Enfield avait une population totale de 44 654 habitants.

## Histoire
Enfield devient une municipalité en 1683, elle fait alors partie de l'État du Massachusetts. La ville est annexée par le Connecticut en 1749. Son nom fait référence à Enfield, près de Londres.

## Géographie
Selon le Bureau du Recensement des États-Unis, la superficie de la ville est de 34,22 milles carrés (88,63 km2), dont 33,27 milles carrés (86,17 km2) de terres et 0,95 milles carrés (2,46 km2) de plans d'eau, soit 2,77 %.

## Démographie
D'après le recensement de 2000, il y avait 45 212 habitants, 16 418 ménages, et 11 394 familles dans la ville. La densité de population était de 523,0 hab/km2. Il y avait 17 043 maisons avec une densité de 197,1 maisons/km2. La décomposition ethnique de la population était : 89,74 % blancs ; 5,61 % noirs ; 0,20 % amérindiens ; 1,34 % asiatiques ; 0,02 % natifs des îles du Pacifique ; 1,57 % des autres races ; 1,54 % de deux ou plus races. 3,74 % de la population était hispanique ou Latino de n'importe quelle race.
Il y avait 16 418 ménages, dont 31,1 % avaient des enfants de moins de 18 ans, 55,7 % étaient des couples mariés, 10,2 % avaient une femme qui était parent isolé, et 30,6 % étaient des ménages non-familiaux. 25,0 % des ménages étaient constitués de personnes seules et 9,5 % de personnes seules de 65 ans ou plus. Le ménage moyen comportait 2,53 personnes et la famille moyenne avait 3,04 personnes.
Dans la ville la pyramide des âges était 22,6 % en dessous de 18 ans, 7,6 % de 18 à 24 ans, 34,2 % de 25 à 44 ans, 21,9 % de 45 à 64 ans, et 13,7 % qui avaient 65 ans ou plus. L'âge médian était 37 ans. Pour 100 femmes, il y avait 110,2 hommes. Pour 100 femmes de 18 ans ou plus, il y avait 112,7 hommes.
Le revenu médian par ménage de la ville était 52 810 dollars US, et le revenu médian par famille était $60 528. Les hommes avaient un revenu médian de $42 335 contre $31 082 pour les femmes. Le revenu par habitant de la ville était $21 967. 4,0 % des habitants et 2,8 % des familles vivaient sous le seuil de pauvreté. 3,4 % des personnes de moins de 18 ans et 5,7 % des personnes de plus de 65 ans vivaient sous le seuil de pauvreté.
| 1820  | 1850  | 1860  | 1870  | 1880  | 1890  |
| ----- | ----- | ----- | ----- | ----- | ----- |
| 2 065 | 4 460 | 4 997 | 6 322 | 6 755 | 7 199 |

| 1900  | 1910  | 1920   | 1930   | 1940   | 1950   |
| ----- | ----- | ------ | ------ | ------ | ------ |
| 6 699 | 9 719 | 11 719 | 13 404 | 13 561 | 15 464 |

| 1960   | 1970   | 1980   | 1990   | 2000   | 2010   |
| ------ | ------ | ------ | ------ | ------ | ------ |
| 31 464 | 46 189 | 42 695 | 45 532 | 45 212 | 44 654 |

## Jumelages
- Zhongli (Taïwan)
- Ronneby (Suède)